# Trương Bắc
Trương Bắc (chữ Hán giản thể: 张北县, âm Hán Việt: Trương Bắc huyện) là một huyện thuộc địa cấp thị Trương Gia Khẩu, tỉnh Hà Bắc, Cộng hòa Nhân dân Trung Hoa. Huyện này có diện tích 4232 ki-lô-mét vuông, dân số năm 1999 là 370.882 người.. Mã số bưu chính của Trương Bắc là 076400
064400 Chính quyền quận Trương Bắc đóng ở trấn Trương Bắc. Năm 1913 lập huyện Trương Bắc, do ở phía bắc Trương Gia Khẩu nên gọi là Trương Bắc. Sản phẩm của huyện này có tiểu mạch, yến mạch.